# Абеона монс
Абеона монс је планина (монс) на површини планете Венере. Налази се на координатама 44,8° јужно и 86,9° западно (планетоцентрични координатни систем +Е 0-360) и са пречником од 375 км међу пространијим је планинским узвишењима на површини ове планете.
Кратер је име добио према староримској богињи заштитници деце и путника Абеони, а име планине је 1997. усвојила Међународна астрономска унија.